# Borstraße
Die Borstraße ist eine 1,3 km lange Innerortsstraße der sächsischen Stadt Radebeul, gelegen im Stadtteil Niederlößnitz. Die Straße erschließt die Rückseiten vieler Anwesen, die hoch oberhalb der Nordseite der Meißner Straße liegen und bis zu dieser große Grün- und Parkanlagen aufweisen. An der Zillerstraße ist der Höhenunterschied zwischen Meißner Straße und darüberliegender Borstraße etwa 10 Höhenmeter auf einer Länge von etwa 120 Metern.
Die Borstraße wird, zusammen mit der Karlstraße und der Moritzburger Straße, im Dehio-Handbuch erwähnt als Beispiel für schönen Villenbestand in der Niederlößnitz.

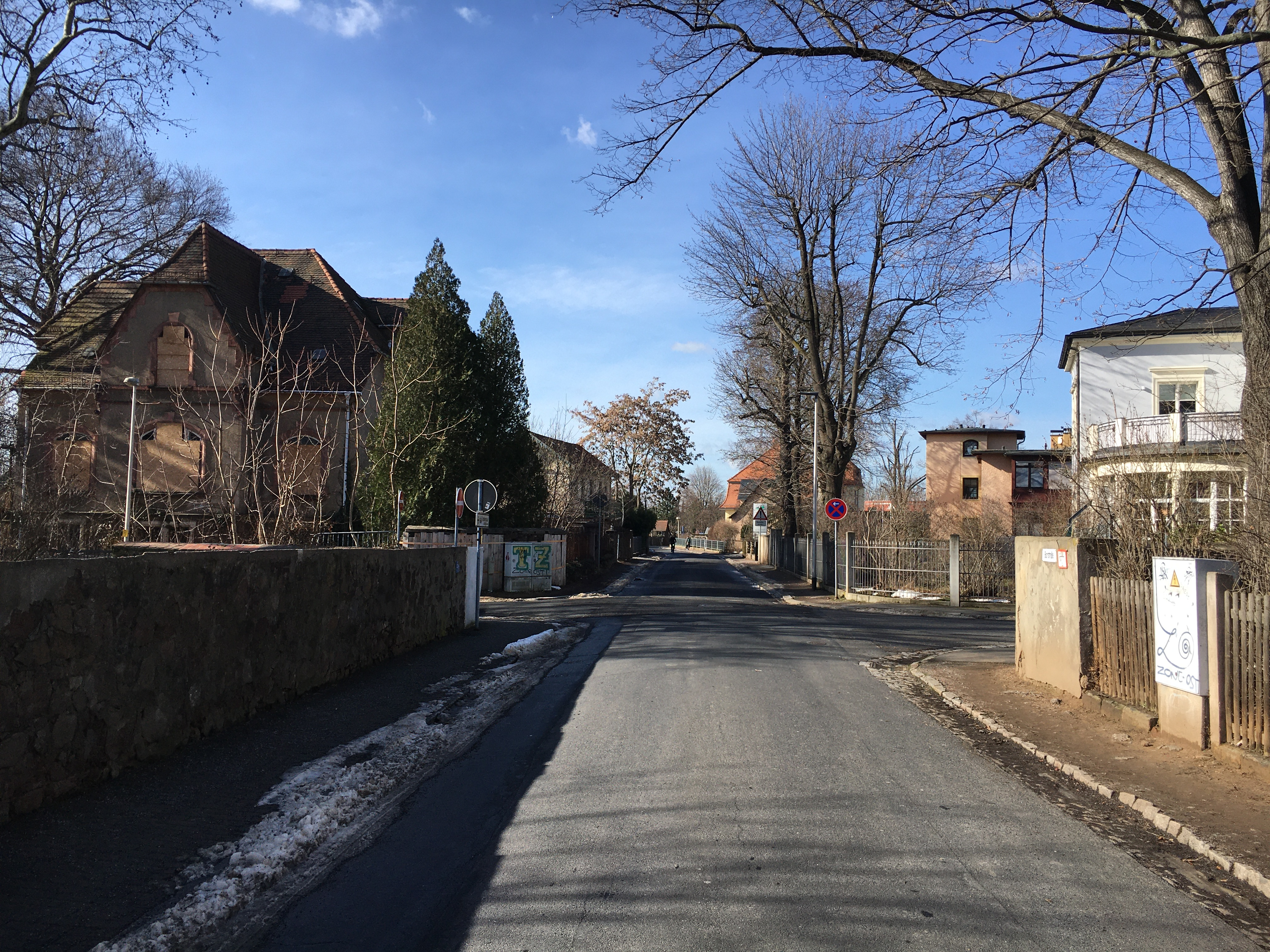
Borstraße Ri. Westen, Kreuzung mit der Zillerstraße (2021). Li. die Villa Heimburg, re. Zillerstraße 1

## Bebauung
Die Benummerung der Hausadressen startet nach dem Abzweig von der Winzerstraße mit der Nr. 4 auf der rechts liegenden Westseite, die nach einer weitläufigen Kurve zur Nordseite wird. Die Nr. 1 bzw. heute 1a beginnt nach der Trennung vom Körnerweg, der das letzte Stück mit der Borstraße gemeinsam zur Winzerstraße läuft und auf der Ostseite zum Schluss die Nummerierung stellt. Die ungeraden Nummern der Borstraße reichen bis zur Nr. 61 an der Meißner Straße, die geraden Nummern gehen bis zur Nr. 68.
Diverse Kulturdenkmale liegen entlang der Borstraße und sind daher in der Liste der Kulturdenkmale in Radebeul-Niederlößnitz (A–L) aufgeführt, einige auch mit Adressen von Querstraßen:
- Villa Jägers Heim (Nrn. 4/4c), Nr. 7, Katholisches Pfarramt mit Christ-Königs-Kapelle (Villa Anna, Nr. 11),[3] Nr. 14, Villa Laetitia (Zillerstraße 2) einschließlich denkmalgeschütztem Park, Villa Heimburg (Nr. 15), Zillerstraße 1, Nr. 17, Nr. 17a, Villa Elisa (Nr. 19), Villa Hildebrandt (Nr. 27) einschließlich denkmalgeschütztem Park, Lydiahaus (Nr. 28), Nr. 33 (Toreinfahrt an der Meißner Straße), Vereinshaus (Dr.-Külz-Straße 4), Nr. 41, Villa Sanssoucie (Nr. 47), Nr. 54, Nr. 58
- Zu den denkmalgeschützten Objekten an der Borstraße gehört auch das als Kreiskrankenhaus Radebeul bezeichnete Ensemble von zahlreichen alten Krankenhausgebäuden unter der Adresse Heinrich-Zille-Straße 13/13a, die auf dem, den halben Straßenblock einnehmenden, Gelände des Elblandklinikums Radebeul liegen und auch über die Einfahrten an der Borstraße erreichbar sind.

Bereits zu DDR-Zeiten standen etliche Objekte als Denkmal der Architektur unter Denkmalschutz:
- auch heute noch: Nr. 7, Katholisches Pfarramt mit Christ-Königs-Kapelle (Nr. 11), Villa Elisa (Nr. 19), Villa Hildebrandt (Nr. 27), Villa Sanssoucie (Nr. 47)
- heute nicht mehr: Nr. 26, Nr. 45, Nr. 59

In der Borstraße 9 steht das ehemalige Herder-Institut, das spätere Rentnerheim Niederlößnitz und heutige Senioren-Residenz Herderpark.
Auf dem Anwesen des Katholischen Pfarramts steht die moderne Kirche Christus König (Nr. 11) von den Architekten Günter Behnisch und Gerald Staib.
Die Bauherrschaft der Nr. 3a gewann im Jahr 2005 den Radebeuler Bauherrenpreis.

## Namensgebung
Bei dem Kartografen Matthias Oeder erscheint der Weg 1601 als Buhrgaß, nach dem historischen Flurnamen off dem bore (sorb. bor, „Kiefer/Föhre“). 1843 ist daraus Borweg geworden, 1875 Bohr-Gaß. Im Jahr 1883 erfolgte die amtliche Widmung auf den Namen Borstraße.

## Anwohner
Die Schriftstellerin Wilhelmine Heimburg bewohnte die nach ihr benannte Villa Heimburg.
Darüber hinaus wohnten in der Straße Joseph Heinrich von Schomacker (Nr. 9, Rentnerheim Niederlößnitz), Walther Ruge (Nr. 31), Friedrich Lieboldt (Villa Emilia, Nr. 35), Moritz Lilie (Nr. 38), Max von Haken (Nr. 47, Villa Sanssoucie), Franz Jörissen (Nr. 55), Oscar Pletsch (Nr. 57).